# Brian Littrell
Brian Thomas Littrell (ur. 20 lutego 1975 w Lexington w stanie Kentucky) – amerykański wokalista i muzyk pochodzenia szkockiego, jeden z wokalistów Backstreet Boys (od 1993). Zanim zaczął karierę, śpiewał w chórze kościelnym (jest baptystą). W maju 2006 wydał swoją pierwszą solową płytę Welcome Home.
Po operacji serca w 1998 założył fundację HHC (Healthy Heart Club), by pomagać dzieciom ze schorzeniami serca i ich rodzinom.
2 września 2000 roku poślubił aktorkę i modelkę Leighanne Wallace. 26 listopada 2002 przyszedł na świat ich syn Baylee, cierpiący na chorobę Kawasakiego.
Zmaga się z dysfonią napięcia mięśniowego.

## Dyskografia

### Albumy solowe
- 2006: Welcome Home